# Johann Matthias Gesner

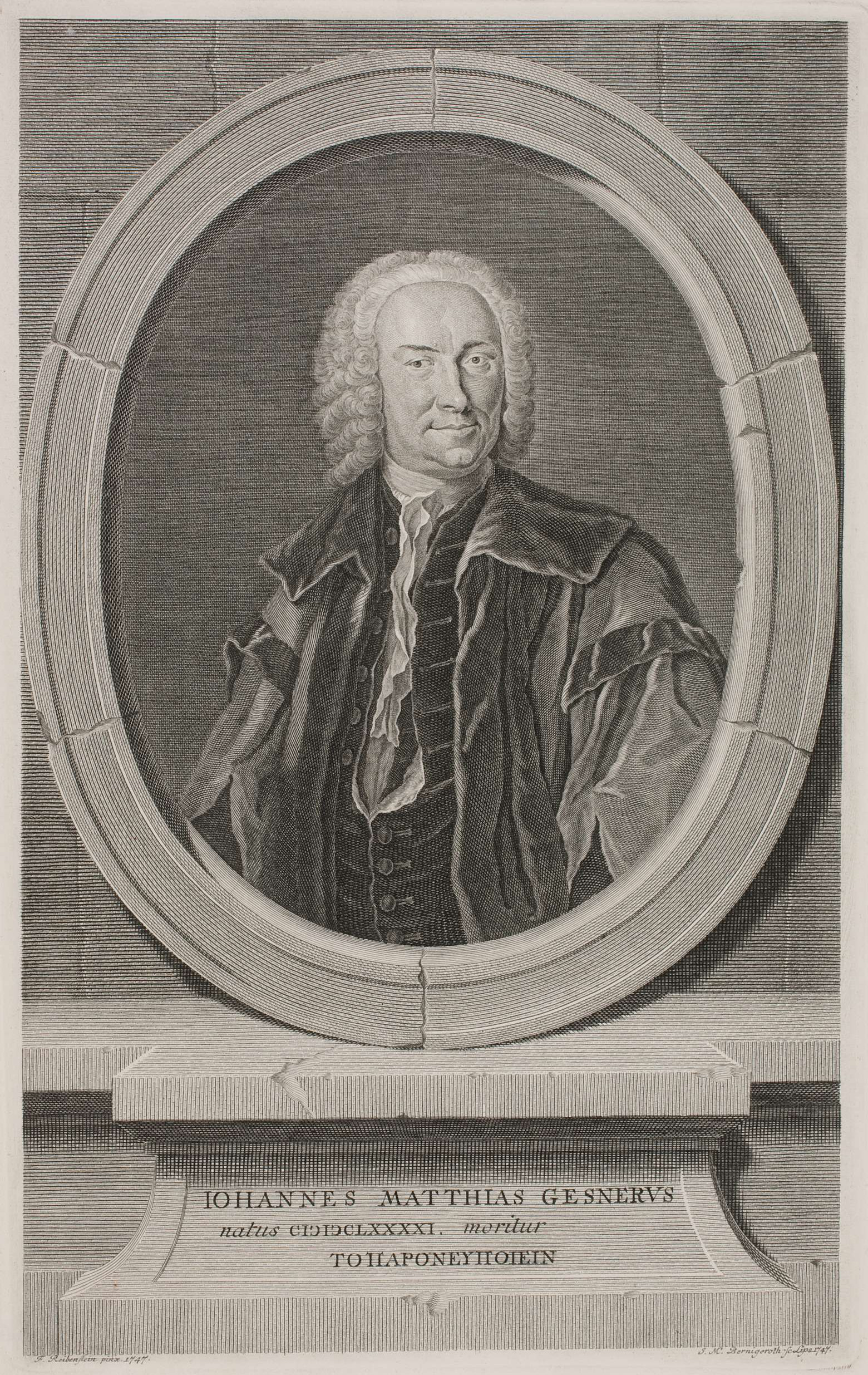
Johann Matthias Gesner. Titelkupfer des Novus Linguæ Et Eruditionis Romanae Thesaurus (1747)

Johann Matthias Gesner, latinisiert auch Jo. Matthias Gesnerus (* 9. April 1691 in Roth an der Rednitz; † 3. August 1761 in Göttingen) war ein Pädagoge, klassischer Philologe und Bibliothekar. Von 1730 bis 1734 wirkte er als Rektor der Thomasschule zu Leipzig. Bei der Gründung der Georg-August-Universität im Jahr 1734 wurde Gesner als Professor für Poesie und Beredsamkeit nach Göttingen berufen und übernahm als solcher gleichzeitig die Leitung der Göttinger Universitätsbibliothek. Während er in seiner Tätigkeit als Herausgeber klassischer Autoren nur wenig innovativ war, wurde er mit seinen Reformideen für den Schul- und Universitätsunterricht zu einem der wirksamsten Wegbereiter des Neuhumanismus. Sein 1749 erschienenes Hauptwerk, das vierbändige Wörterbuch Novus Linguæ Et Eruditionis Romanæ Thesaurus stellt noch heute eine der wichtigsten Grundlagen zur Erarbeitung des im Jahr 1900 begonnenen Großlexikons der lateinischen Sprache „Münchener Thesaurus“ dar.

## Leben und Werk

### Kindheit und Schulzeit in Franken
Am 9. April 1691 wurde Johann Matthias Gesner in der kleinen Stadt Roth bei Nürnberg geboren. Sein Vater Johann Samuel Gesner (1661–1704) war 1687 als Prediger dorthin versetzt worden, starb aber schon, bevor sein jüngster Sohn Johann Matthias zwölf Jahre alt war. Gesners Mutter Maria Magdalena geb. Hußwedel (1670–1738) war die Tochter eines Ansbacher Kammerrats und entstammte einer alten Beamtenfamilie. Nach dem Tode ihres Mannes hatte sie neun Kinder zu versorgen und heiratete nur kurze Zeit später den Amtsnachfolger im Pfarrhaus Johann Zuckermantel. Dieser bemerkte schon bald die außergewöhnliche Begabung Johann Matthias’ und bereitete ihn durch private Unterrichtsstunden für die Aufnahme am Ansbacher Gymnasium vor. Da die Kosten des Schulbesuchs jedoch die finanziellen Möglichkeiten der Familie überstiegen, wurde Gesner durch öffentliche Mittel unterstützt. So verbrachte er seine Ansbacher Gymnasialjahre in einem Wohnheim für arme Schüler und wurde aufgrund seiner Begabung intensiv durch den damaligen Rektor des Ansbacher Gymnasiums, Georg Nikolaus Köhler, gefördert.

### Studienzeit in Jena
Im Jahr 1710 immatrikulierte sich Gesner an der Universität Jena. Durch die Vermittlung des ehemaligen Prinzenerziehers Jakob Friedrich Weihl, der schon in Ansbach auf Gesner aufmerksam geworden war, erhielt er ein Stipendium. Gleichzeitig verfasste Gesner Gelegenheitsgedichte zu Hochzeiten oder Geburtstagen, um seine finanzielle Situation zu verbessern. 1712 nahm ihn der Theologe Johann Franz Buddeus, Gesners bevorzugter Lehrer, in sein Haus auf und übertrug ihm den Unterricht seines Sohnes. Buddeus war es auch, der ihm den Zugang zur klassischen Philologie ebnete und ihm durch den Zugriff auf seine private Bibliothek die Möglichkeit eröffnete, seine Bildung eigenständig zu erweitern. 1714 veröffentlichte Gesner seine erste philologische Arbeit, die Philopatris dialogus Lucianeus, in der er nachwies, dass die dem griechischen Schriftsteller Lukian von Samosata zugeschriebene Philopatris gar nicht von diesem stammen könne, sondern in der Zeit Kaiser Julians – also rund 200 Jahre später – entstanden sein müsse. Ein Jahr darauf erschien mit den Institutiones rei scholasticæ („Grundzüge der Pädagogik“) sein erstes pädagogisches Werk, in dem er die Ansichten der Schulreformer aus dem 17. Jahrhundert aufgriff und durch eigene Ideen erweiterte.

### Die Weimarer Jahre

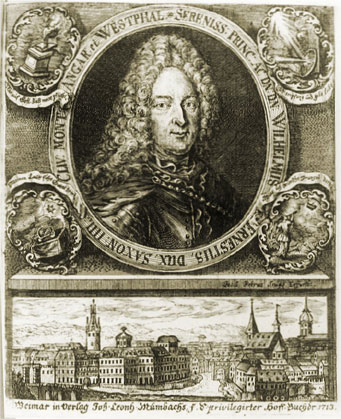
Wilhelm Ernst, Herzog von Sachsen-Weimar-Eisenach

Im Jahr 1715 erhielt Gesner über die Vermittlung seines Jenaischen Mentors Buddeus die Stelle des Konrektors am Wilhelm-Ernst-Gymnasium in Weimar. Im nahegelegenen Gera (heute Geraberg) heiratete er 1718 die Pfarrerstochter Elisabetha Caritas (1695–1761), geb. Eberhard, die ihm 1719 seinen ersten Sohn Carl Philipp (1719–1780), den späteren kursächsischen Hof- und Leibarzt gebar. Die 1721 geborene Tochter Elisabetha heiratete später Johann Jacob Huber, der von 1739 bis 1742 als außerordentlicher Professor für Anatomie an der Universität Göttingen wirkte und anschließend als Leibarzt des Landgrafen Wilhelm VIII. nach Kassel ging.
Neben seiner Tätigkeit am Gymnasium war Gesner auch als Verwalter der herzoglichen Münzsammlung und Bibliothek – der sogenannten Schurzfleischschen Sammlung und späteren Herzogin-Anna-Amalia-Bibliothek – tätig. Im Rahmen dieser Tätigkeit schuf er einen neunbändigen Nominalkatalog, bereitete einen Sachkatalog vor, ergänzte den Bestand und fertigte einen gedruckten Bericht, die Notitia Bibliothecæ Vimariæ praesertim Schurzfleischianæ (1723) über die Bibliothek an.
Seine Ernennung zum Bibliothekar verdankte Gesner einer Empfehlung seines Gönners Buddeus an den fürstlichen Hofmarschall Friedrich Gotthilf von Marschall. Zu diesem entwickelte Gesner bald ein enges freundschaftliches Verhältnis, aß beinahe täglich bei ihm zu Mittag und verbrachte seine Ferien auf dessen Gut in Oßmannstedt. Durch den regelmäßigen Umgang mit dem Hofmarschall erwarb Gesner grundlegende Kenntnisse in gesellschaftlichen Umgangsformen, was ihn später auch zur Übernahme repräsentativer Aufgaben befähigen sollte. Während seines knapp fünfzehnjährigen Aufenthalts in Weimar verfasste er zahlreiche, zumeist kleinere Arbeiten, darunter die Chrestomathia Ciceroniana (1717) und die Chrestomathia Pliniana (1723), kommentierte Zusammenstellungen von Texten aus den Schriften Ciceros und Plinius’ Naturalis historia zur Verwendung für den Sprachunterricht. Hier lernte Gesner bereits seinen späteren Kantor Johann Sebastian Bach kennen.

### Zwischenspiel in Ansbach
Nachdem Herzog Wilhelm Ernst von Sachsen-Weimar-Eisenach im Jahr 1728 gestorben war, entledigte sich dessen Nachfolger und Neffe Ernst August all jener, die unter seinem Onkel Einfluss gehabt hatten. In dem Bewusstsein, den inzwischen aus seinem Amt entfernten Marschall damit zusätzlich zu kränken, entzog er Gesner das Amt des herzoglichen Bibliothekars. Gesner, der diese Aufgabe bisher mit großer Hingebung ausgefüllt hatte, gab daraufhin auch sein Amt als Konrektor am Weimarer Gymnasium auf und ging im Juni 1729 als Rektor zurück an seine ehemalige Schule in Ansbach, wo er allerdings nur für kurze Zeit blieb.

### Rektor der Leipziger Thomasschule
Als der Rektor der Leipziger Thomasschule Johann Heinrich Ernesti im Oktober 1729 starb, wurde Gesner als sein Nachfolger nach Leipzig berufen. Ernesti hatte seit 1680 einen Lehrstuhl an der Leipziger Universität inne und hatte sich seit Beginn seines Rektorats an der Thomasschule im Jahr 1684 nur sehr nebensächlich um die schulischen Belange gekümmert. Als Gesner das Amt des Rektors im Juli 1730 übernahm, befand sich die Schule denn auch in einem Zustand größter Verwahrlosung. Von seiner neuen Aufgabe herausgefordert, reformierte Gesner die Schulordnung, sorgte für einen geregelten Unterricht und erneuerte den Lehrplan. Der Komponist Johann Sebastian Bach, dem im Rahmen seines Amtes als Kantor und Musikdirektor der Stadt Leipzig auch der Musikunterricht an der Thomasschule unterlag, hatte mit Gesners Vorgänger Ernesti schwerwiegende Auseinandersetzungen gehabt und soll bei der Nachricht von Gesners Kommen freudig ausgerufen haben: „Jetzt wird alles gut!“ Später widmete er ihm seinen Kanon zu 2 Stimmen (BWV 1075). Gesner, der Bach und seine Musik bewunderte, engagierte sich erfolgreich für dessen bessere Entlohnung und setzte dem Komponisten in einem seiner Kommentare zu Quintilians Institutio oratoria ein bleibendes Denkmal. Einer Textstelle, in der die Vielseitigkeit der Lautenspieler gelobt wird, fügte er die Anmerkung hinzu „Oh Quintilian! Könntest du von den Toten auferstehen und unseren Bach sehen, dann würdest du dies für etwas unbedeutendes halten!“. Gesners Verhältnis zu den Professoren der Leipziger Universität gestaltete sich dagegen von Beginn an schwierig. Aus Eifersucht auf sein hohes Ansehen beim Rat der Stadt verweigerten sie Gesner die Lehrerlaubnis und sorgten so dafür, dass er schon nach vierjähriger Tätigkeit wieder von Leipzig wegging.

### Gesners Wirken in Göttingen

#### Eine Universitätsgründung in der Provinz

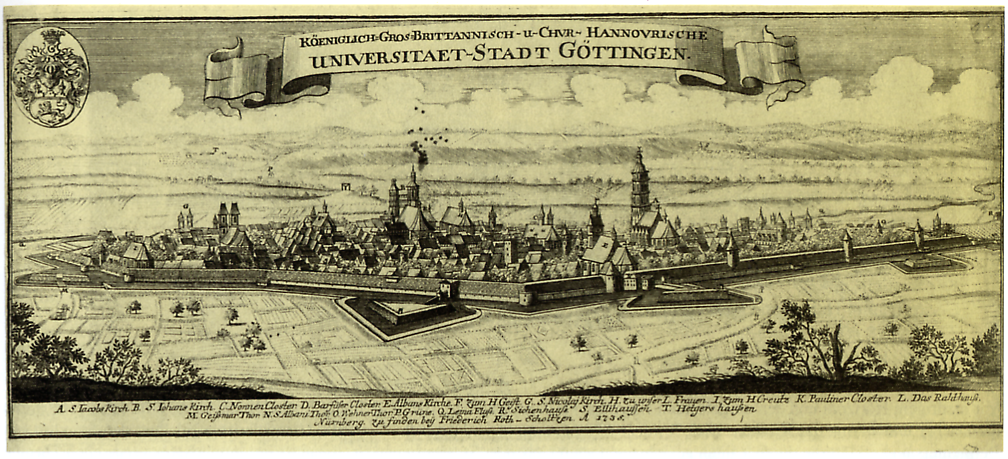
Göttingen – Ansicht der Stadt von Südosten. Kupferstich aus dem Jahr 1735. Das Schriftband betont die neue Bedeutung der Stadt durch die Universitätsgründung im vorangegangenen Jahr.

1734 wurde in Göttingen die erste Vorlesung gehalten. Es war ein großes Wagnis, gerade in einer solch unbedeutenden Stadt, die zudem noch unter den Folgen des Dreißigjährigen Krieges litt, eine Universität zu gründen. Das ehrgeizige Projekt konnte nur gelingen, wenn gleich zu Beginn Gelehrte mit außergewöhnlichem Ruf gewonnen werden konnten. Zur Erreichung dieses Ziels mussten aber in Göttingen Arbeitsbedingungen geschaffen wurden, die aus der Sicht möglicher Kandidaten ausreichend attraktiv waren, um den Weg in das kleine Provinzstädtchen mit seinen knapp tausend, zur Hälfte verfallenen Häusern anzutreten. Gerlach Adolph Freiherr von Münchhausen (1688–1770), hannoverscher Staatsminister unter König Georg II., der das Kurfürstentum in Personalunion mit Großbritannien von London aus regierte, hatte die Universitätsgründung angeregt, er war ihr erster Kurator und größter Förderer. Münchhausen erkannte, dass eine großzügige Ausstattung der Universität mit Büchern einer der Schlüssel war, um anerkannte Gelehrte für die Göttinger Universität zu begeistern. Deshalb steuerte er zu der aus der Bibliothek des Göttinger Gymnasiums bestehenden Grundausstattung von 708 Bänden weitere 2.154 Bände aus Dubletten der Königlichen Bibliothek in Hannover bei, darunter viele Editionen antiker Klassiker. Der entscheidende Coup gelang ihm jedoch damit, dass er die Erben des 1724 verstorbenen hannoverschen Staatsmannes Joachim Hinrich von Bülow dazu bewegen konnte, dessen berühmte und kostbare Privatbibliothek für die neue Universität zu stiften. Deren einzige Bedingung war, dass die Göttinger Universitätsbibliothek dauerhaft den Namen „Bibliotheca Buloviana“ tragen sollte, ein Name, der erst in den folgenden Jahrhunderten aufgegeben wurde. Trotz allem hing der Wert der Bibliothek in starkem Maße davon ab, inwieweit es Münchhausen gelang, für ihre Ergänzung, Pflege und den weiteren Ausbau einen fähigen und zugleich engagierten Direktor zu berufen.

#### Berufung an die Georgia-Augusta

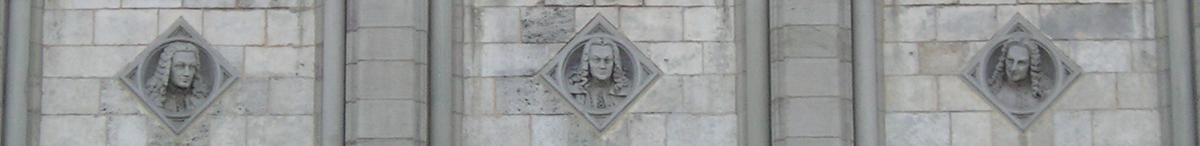
Köpfe von Haller, Gesner und Mosheim (von links nach rechts) an der Front des 1866 fertiggestellten Auditorium am Weender Tor in Göttingen

Den geeigneten Kandidaten für dieses Amt fand Münchhausen in Gesner, dessen bisheriges Leben in hohem Maße von seiner Liebe zu Büchern bestimmt war und der der erste Professor war, der 1734 in Göttingen ankam. Doch obwohl neben Gesner weitere Gelehrte von hoher akademischer Reputation wie der Theologe Johann Lorenz von Mosheim und der Naturforscher und Dichter Albrecht von Haller an die Georgia-Augusta kamen, mangelte es der jungen Universität in ihren Anfangsjahren noch an einer ausreichenden Zahl zahlungskräftiger Studenten. Deshalb verfasste Gesner ein Jahr nach seiner Ankunft in Göttingen mit Einverständnis Münchhausens eine anonyme, als Brief an einen englischen Baron getarnte Schrift mit dem Titel Epistola praesentem Academiæ Gottingensis statum exhibens, in der er die Göttinger Universität über alle Maßen lobte. Die in einem eleganten Latein geschriebene Abhandlung pries neben der Bibliotheca buloviana insbesondere den hippodromus und bediente damit geschickt die Wunschvorstellung junger Adeliger, die nicht nur als reit- und fechtfreudige, sondern auch als besonders zahlungskräftige Studenten bekannt waren. Gesners Autorschaft konnte erst 1922 nach dem Fund eines handschriftlichen Entwurfs zweifelsfrei nachgewiesen werden, ihr Ziel hat die Schrift – genau wie ein weiteres, Ende 1736 von Gesner verfasstes Schreiben – jedoch mehr als erfüllt. Noch lange Zeit nach Gesners Tod war die Göttinger Universität für ihren hohen Anteil dort studierender Adeliger bekannt.
Im ersten Jahr seiner Göttinger Tätigkeit veröffentlichte Gesner im Verlag Abraham Vandenhoecks seine erste größere Edition lateinischer Klassiker, die Scriptores rei rusticæ (1735). Im Gegensatz zu den Innovationen seines Zeitgenossen, des englischen Altphilologen Richard Bentley, bleibt Gesners zweibändiges Werk aus heutiger Sicht jedoch ein typisches Kind seiner Zeit. Vollgestopft mit barocker Gelehrsamkeit kann Gesners Edition nicht entfernt an die Arbeiten Bentleys heranreichen.

#### Direktor derBibliotheca Buloviana

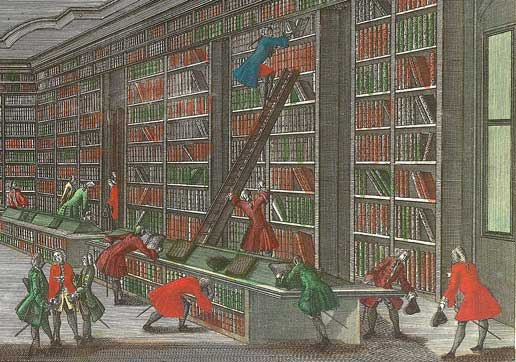
Szene aus dem Saal der Bibliotheca Buloviana. Detail aus einem handkolorierten Kupferstich von Georg Balthasar Probst, 1750.

Zum Zeitpunkt der Universitätsgründung stellten die Bestände der ehemaligen Bülowschen Privatbibliothek mit ihren knapp 9.000 Bänden an Druckschriften, verschiedenen Handschriften und rund 2.000 Karten und Tabellen fast drei Viertel des ehemaligen Bestandes der Göttinger Universitätsbibliothek. Der Gedanke einer kontinuierlichen Vermehrung und sinnvollen Ergänzung dieses Bestandes war zu Gesners Zeiten noch nicht selbstverständlich. Vielmehr unterhielt jeder Professor seine eigene Privatbibliothek, die ihn sein Leben lang begleitete. Münchhausen nutzte diese Tatsache geschickt aus, indem er bei der Berufung neuer Professoren darauf achtete, möglichst Kandidaten mit einer besonders reich ausgestatteten Büchersammlung nach Göttingen zu holen. So berichtet Samuel Christian Hollmann, erster Professor für Philosophie an der Georgia-Augusta und zugleich ihr erster Chronist, rückblickend im Jahr 1787, die Göttinger Bürger hätten beim Anblick der Wagenladungen an Büchern, die mit den neuberufenen Professoren in die Stadt kamen, gemeint, man bringe nun die Universität. Darüber hinaus stellte Münchhausen jedoch jährlich eine hohe Summe für den Bestandsaufbau der Bibliothek zur Verfügung. Die Entscheidungen über die Erwerbungen wurden in Hannover getroffen, wohin Gesner und seine Göttinger Professorenkollegen ihre Anschaffungsvorschläge schickten. Gekauft wurden die Bücher vornehmlich auf Auktionen im In- und Ausland, wobei insbesondere der naturgemäß gute Kontakt nach London als einem der großen Zentren des damaligen Buchhandels förderlich war. Gesners weitreichende wissenschaftliche Verbindungen zu europäischen Gelehrten sorgten zudem für zahlreiche Neuzugänge in Form von Geschenken, darunter auch eine Gesamtausgabe der Schriften des Kardinals Angelo Maria Quirini († 1755), des Bischofs von Brescia und späteren Leiters der Bibliotheca Vaticana. Obwohl keine genauen Angaben über den Zuwachs der Bibliothek aus Gesners Zeit überliefert sind, wird der Bestand im Jahr seines Todes auf mehr als 50.000 Bände geschätzt.

#### Gesners Schulordnung für das Herzogtum Braunschweig-Lüneburg
1738 veröffentlichte Gesner im Auftrag König Georg II. eine Schulordnung für das Herzogtum Braunschweig-Lüneburg, der Bestimmungen über die Einrichtung eines Philologischen Seminars an der Göttinger Universität beigefügt waren. Übergeordnetes Ziel der Regularien war es, einen Standard für die universitäre Lehrerausbildung festzulegen und in der Folge einen einheitlichen Bildungsstand aller Schüler bei ihrer Aufnahme an den Universitäten zu garantieren („[…] damit eine durchgängige Gleichmäßigkeit in der Lehr=Arth eingeführet, und die Schul=Studia mit denen künftigen Studiis Academicis harmoniren mögen.“). Zur Kontrolle der Schulen wurde dem jeweiligen Professor für Rhetorik an der Georgia-Augusta – also Gesner und seinen Nachfolgern – dauerhaft das zusätzliche Amt eines Schulinspektors für die Gymnasien des Herzogtums Braunschweig-Lüneburg übertragen.
Einen besonderen Schwerpunkt legte Gesner zeitlebens auf den Kampf gegen die zu seiner Zeit praktizierte mechanisch-kleinteilige Lehrart im Latein- und Griechischunterricht, der er seine neuentwickelte Methode des „kursorischen Lesens“ entgegenstellte. Anstatt einzelne Textstellen unter immer wieder neuen lexikalischen und grammatikalischen Gesichtspunkten zu untersuchen, plädierte Gesner für eine fortlaufende, nicht von gelehrten Erklärungen unterbrochene Lektüre unter Beachtung des inhaltlichen Gesamtzusammenhangs. Er schrieb: „Hierbei ist auch die Jugend zu belehren […], daß sie über ein oder andere vorkommende Schwierigkeiten nicht verdrüßlich oder müde werde, sondern nur zu lesen fortfahre, weil insgemein dasjenige, was anfangs schwer erschienen, beym Verfolge von dem Scribenten selbst erkläret und deutlich gemacht wird.“ Mit dieser Neukonzeption des Sprachunterrichts leitete Gesner eine neue Ära in der Geschichte der Gymnasialpädagogik ein.
Neben Gesners Reform des Latein- und Griechischunterrichts war auch die von ihm initiierte Gründung des Philologischen Seminars an der Göttinger Universität richtungsweisend. Bei der Einrichtung handelte sich um die erste ihrer Art, und mit seiner Konzeption wurde das Göttinger Institut zum Vorbild für alle späteren philologischen Seminare. Auch hier waren Gesners Ideen innovativ und wirken in Abwandlungen bis heute fort. Die Seminaristen sollten nach Möglichkeit schon während ihres Studiums praktische pädagogische Erfahrungen in eigenverantwortlich organisiertem Privatunterricht sammeln und diese Fähigkeiten am Göttinger Gymnasium mittels eigenständiger Unterrichtsversuche vertiefen:
193. Damit die Seminaristen Gelegenheit haben mögen, selbst Hand an das Informations=Werck zu legen, und, was sie darinnen gelernet, in die Uebung zu bringen anfangen: sollen sie vermahnet werden, daß sie selbst gerne mit Kindern, mit denen sie bekant sind oder werden können, umgehen, deren Liebe und Vertrauen sich zu erwerben suchen; daß sie sich eine Freude machen, solche zu examiniren, ihnen etwas gutes zu sagen, und darinnen nicht so wohl auf den gegenwärtigen Gewinst sehen, als bedencken, wie sie sich dadurch in den Stand setzen, künftig die Wohlfahrt der Republic und ihre eigenen Glückseeligkeit zu befördern.
194. Ingleichen ist der Director der Göttingischen Stadt=Schule instruiret, daß er die von dem Inspectore ihm presentireten Seminaristen zu einiger Information in gedachter Schule zulasse, und ihnen nach befinden eine gewisse Classe, Stunde und Lection anweise […]
Als besonderer Anreiz wurde allen Seminaristen von Georg II. ein Stipendium zugesichert, damit sie „desto mehr Lust bekommen, sich und der Republic diese Anstalten zu nutzen zu machen“.

#### „Ungezwungen und Richtig“ – dieDeutsche Gesellschaft
Im Jahr 1727 hatte Johann Christoph Gottsched mit der Gründung der „Deutschen Gesellschaft“ in Leipzig eine Sprachgesellschaft nach dem Vorbild der „Académie française“ gegründet. In ihren in der Regel wöchentlich stattfindenden Zusammenkünften trugen deren Mitglieder neue, ungedruckte und häufig zu bestimmten Gelegenheiten wie Jubiläen, Geburtstagen etc. verfasste Textproben vor, besprachen diese und bewerteten sie. Im Mittelpunkt der Sprachkritik stand die Pflege des Hochdeutschen und damit die bewusste Vermeidung mundartlicher oder fremdsprachlicher Ausdrücke. Nach dem Durchlaufen des Bewertungs- und Verbesserungsprozesses wurde das Ergebnis durch einen Eintrag in die Textsammlung der Gesellschaft gesichert.

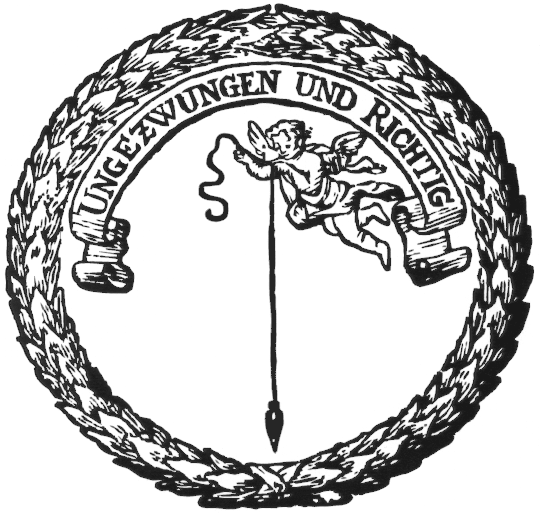
Emblem der von Gesner gegründeten Deutschen Gesellschaft in Göttingen

Schon bald nach ihrer Gründung wurde die Leipziger Deutsche Gesellschaft zu einer überregional bekannten Institution und ihr Vorsitzender Gottsched zu einem gefragten Schiedsrichter in sprachlichen wie literarischen Fragen. Ihr Mitgliedsbestand wuchs schnell an, und bis 1775 kam es zur Gründung von mehr als 30 Tochtergesellschaften, deren Netz den gesamten deutschsprachigen Raum überspannte. Bereits 1735 hatte Johann Lorenz von Mosheim, der zu diesem Zeitpunkt Präsident der Leipziger Gesellschaft war, gegenüber von Münchhausen die Gründung einer Göttinger Tochtergesellschaft angeregt, war mit seinem Vorschlag jedoch noch auf wenig Resonanz gestoßen. Nach der Berufung Gesners und der von ihm initiierten Einrichtung des Philologischen Seminars hatte sich die Situation geändert: Mit Gesner stand ein geeigneter Präsident zur Verfügung und die Seminaristen kamen als mögliche Mitglieder für die Deutsche Gesellschaft in Frage. Am 18. August 1738 wurden die Gründungsstatuten unterzeichnet, und am 13. Februar 1740 erhielt die Gesellschaft die offizielle königliche Bestätigung durch Georg II. und ihr nach einem Vorschlag Gesners gestaltetes Siegel.
Von ihrer Gründung bis ins Jahr 1755 konnten mehr als 500 Mitglieder für die Gesellschaft geworben werden, wobei der Anteil des Adels von Anfang an überproportional hoch war. Die regelmäßig am späten Freitagnachmittag stattfindenden Sitzungen orientierten sich in ihrem Ablauf an dem Vorbild der Leipziger Deutschen Gesellschaft, wohingegen es der Göttinger Gesellschaft im Gegensatz zu dieser jedoch nicht gelang, ihre Texte später zu publizieren. Gesner stand der Gesellschaft bis zu seinem Tod als Präsident vor, danach wurde das Amt nicht wieder besetzt. Mit einer Unterbrechung während des Siebenjährigen Krieges bestand die Göttinger Deutsche Gesellschaft bis zu ihrer Auflösung im Jahr 1791.

#### DerNovus Thesaurus
Bereits zwischen 1726 und 1735 arbeitete Gesner an verbesserten Neuauflagen des 1571 erstmals von Basilius Faber veröffentlichten Thesaurus eruditionis scholasticae, der zu den meistgedruckten Lexika der Frühen Neuzeit gehört. 1733 hatte Gesner dann erstmals über ein gänzlich neu zu verfassendes Lexikon der lateinischen Sprache nachgedacht und dessen Fertigstellung auf ein Zeitraum von drei Jahren veranschlagt. Als der vierbändige Novus Linguæ Et Eruditionis Romanae Thesaurus schließlich 1749 erschien, stellte er das Ergebnis zwölfjähriger Arbeit dar. Gesners Lexikon unterschied sich vor allem in drei Punkten von denen seiner Vorgänger: In seiner Auswahl des Vokabulars beschränkte Gesner sich ausschließlich auf antike Quellen und ließ alle mittel- und neulateinischen Ausdrücke wegfallen. Darüber hinaus stellte er den lateinischen Ausdrücken – aus der Überzeugung, die Bedeutung müsse sich aus den originalen Belegen ergeben – keine deutschsprachigen Äquivalente zur Seite. Schließlich legte Gesner den inneren Aufbau der Artikel streng chronologisch nach der wort- und bedeutungsgeschichtlichen Entwicklung an. Die Bearbeiter des unter dem Namen „Münchener Thesaurus“ bekannten Akademieprojektes zur Erstellung eines neuen Großlexikons der lateinischen Sprache schätzten Gesners Arbeit als so bedeutend ein, dass sie ihn im Vorwort des 1900 erschienenen ersten Bandes als einzigen neben Egidio Forcellini, dem Erschaffer des Totius Latinitatis Lexicon, unter den Vorgängern erwähnten.

### Die letzten Jahre

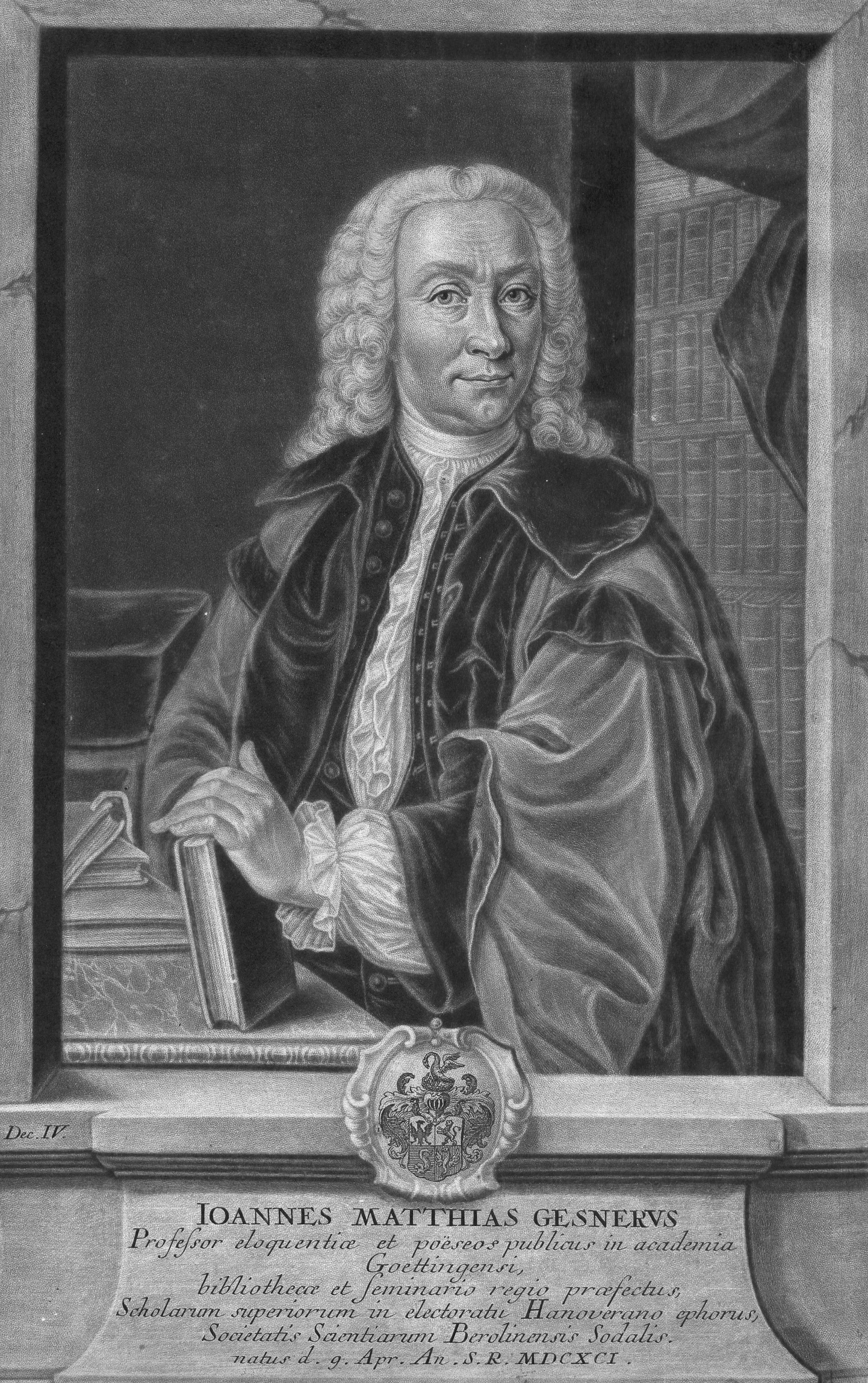
Gesner um 1750, Stich von Christian Nikolaus Eberlein

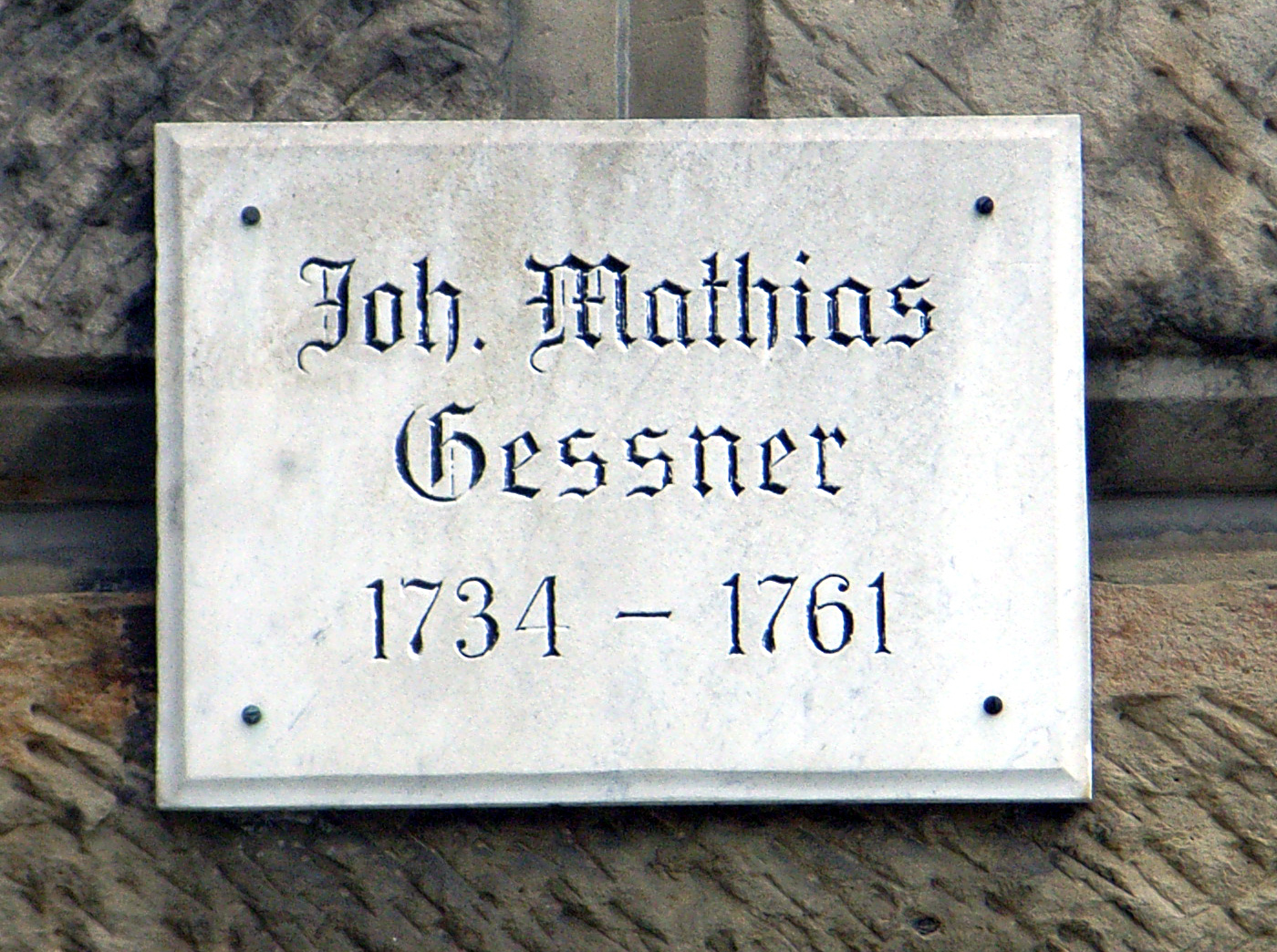
Göttinger Gedenktafel

Im Jahr 1751 stiftete Georg II. die „Königliche Societät der Wissenschaften zu Göttingen“, die heute unter den sieben wissenschaftlichen Akademien Deutschlands nach Berlin (1700) und Leipzig (1704) die drittälteste ist. Zu ihrem ersten Präsidenten wurde Albrecht von Haller berufen, Gesner erhielt das Amt des ersten Sekretärs der historisch-philologischen Klasse. 1753, nach dem Weggang Hallers aus Göttingen, wurde er dessen Nachfolger.
Fünf Jahre vor seinem Tod wurde Gesner aufgrund seiner Leistungen von Georg II. am 17. Februar 1756 zum Hofrat ernannt. In der wissenschaftlichen Welt war er zu diesem Zeitpunkt hochgeachtet. Der britische Arzt Anthony Askew, der einer von Gesners zahlreichen Korrespondenten war, schrieb über ihn: „Talem neminem vidi!“: „Einen solchen Mann habe ich noch nie gesehen“.
Am 3. August 1761 starb Gesner siebzigjährig in Göttingen. In seiner Grabrede sagte sein Freund und Kollege, der Theologe und Orientalist Johann David Michaelis: „… nicht ein privater Besitz, sondern ein öffentlicher, ganz Deutschlands und Europas, ist dahingegangen: Gesner“ („… non res nostra privata periit, sed publica totius Germaniae et Europae, Gesnerus“).

## Schriften (Auswahl)
- De aetate et auctore dialogi Lucianei qui Philopatris inscribitur disputatio. Fickelscher, Jena 1714. (Digitalisat der Ausg. 1715)
- Institutiones rei scholasticæ (1715) (Digitalisat in der Digitalen Bibliothek Mecklenburg-Vorpommern)
- Chrestomathia Ciceroniana, oder auserlesene Stellen aus den Schriften M. Tullii Ciceronis. 1717. (Digitalisat der Ausg. 1775)
- Chrestomathia Pliniana oder Auserlesene Stellen aus C. Plinii Secvndi Historia Natvrali, Nach den besten Editionen Harduini und Ioh. Frid. Gronovii recensiret, Hin und wieder verbessert, und weitläufftig erkläret. Auch mit einem Register versehen. Bielcken, Jena 1723. (Digitalisat)
- Edition des 1571 erstmals von Basilius Faber veröffentlichten Thesaurus eruditionis scholasticae (1726ff.)
- Scriptores rei rusticæ veteres latini. 4 Bände. 1735.
- Schul-Ordnung vor die Churfürstl. Braunschweig-Lüneburgische Lande (1738)
- Edition der Institutio oratoria Quintilians (1738)
- Opuscula minora varii argumenti. 6 Bände. Korn, Breslau 1743–1745. (Digitalisat Band 1), (Band 2), (Band 3 (fehlerhaft)), (Band 4 (fehlerhaft)), (Band 5), (Band 6)
- Index etymologicus Latinitatis : complectens plerasque voces Latinas omnes sub suis velut radicibus collocatas earumque Germanicas Gallicasque interpretationes, cum indice vocum Germanicarum alphabetico, in usum studiosae. Fritsch & Breitkopf, Leipzig 1749. (Digitalisat)
- Novus linguæ et eruditionis romanae thesaurus. 4 Bände. Fritsch & Breitkopf, Leipzig 1749. (Digitalisat Band 1)
- Primæ lineæ isagoges in eruditionem universalem. Kübler, Göttingen/Leipzig 1756. (Digitalisat)
- Thesaurus epistolicus Gesnerianus. (1768–1770, posthum von Christian Adolf Klotz veröffentlicht)
- Vegetii Renati Artis veterinariae sive mulomedicinae libri quatuor, Mannheim 1781.